# The Bonedrivers
The Bonedrivers — американская рок-группа.
Группа образовалась в конце 2001 года. Основателями The Bonedrivers стали два музыканта рок-группы Gone Jackals Кейт Карлофф и Руди Д. Мэйнард. Как раз в то время, когда к музыкантам пришла идея создать группу, Gone Jackals уже имели в запасе три полноформатных альбома, а в конце 2001 года 2 песни с последнего альбома прозвучали в качестве саундтреков в фильме ужасов Cheerleader Autopsy.
Тем не менее, несмотря на успех Gone Jackals, была создана новая команда, в которую вошли 
- Кейт Карлофф (Keith Karloff) — гитара и вокал;
- Руди Д.Мэйнард (Rudy D. Maynard) — бас-гитара;
- Рэнди Гзебб (Randy Gzebb) — ударные;
- Джонни Коллетон (Jonnie Colleton) — гитара и вокал.

Группа, имевшая в багаже накопленный разноплановый песенный материал, практически сразу начала свои выступления по побережью Южной Калифорнии и бухты Сан-Франциско.
Руди Д.Мэйнарда сменил бас-гитарист Томас Стоукс, игравший ранее в Deacon Jones Blues Band, а Рэнди Гзебба — барабанщик Джим Нельсон, игравший до этого в Marshall Law. Томас Стоукс играл в группе до 2009 года, когда его сменил бас-гитарист и вокалист Питер О’Мэйлли.
Можно отметить выступление The Bonedrivers в клубах: The Boom Boom Room (Сан-Франциско), Mystic Theater (Петелама), Little Fox Theater (Редвуд Сити), Powerhouse Pub (Фолсом), 12 Galaxies (Сан-Франциско), J.J.'s Blues (Сан-Хосе), Pacific Blues Cafe (Напа), The Poorhouse (Сан-Хосе), Rancho Nicasio (Никасио), Red Devil Lounge (Сан-Франциско), Cooper’s (Невада Сити), Constable Jack’s (Ньюкасл) и многих других.
После выхода дебютного альбома группа постоянно гастролирует по Калифорнии, выступая в придорожных предприятиях общественного питания (ресторанах, пабах, кафе) и клубах, а также являясь постоянным участником рок-н-ролл и блюз-рок фестивалей и сейшенов.

## Дискография
В 2006 году вышел дебютный альбом группы «Roadhouse Manifesto»:
1. Who Burned My Building Down?;
2. Live to Ride;
3. Along Comes Trouble;
4. Get It!;
5. Light of The Morning Sun;
6. Lou Ann;
7. Evil Twin Sisters;
8. Macon Bacon;
9. Baby It’s You;
10. Do You Want Some of This?

16 октября 2010 года вышел второй альбом группы «Mobile»:
1. Gimme Lightning;
2. Moonlight Ride;
3. The Trouble With Love;
4. It’s A Beautiful Thing;
5. You Win Again;
6. Northwest Girl;
7. Honky Tonk Prayer;
8. Locked And Loaded;
9. If We Still Can’t Get Along;
10. That’s The Way I Roll;
11. It’s A Beautiful Thing (Radio Edit Bonus Track);
12. Honky Tonk Prayer (Radio Edit Bonus Track);
13. Gimme Lightning (Radio Edit Bonus Track);
14. Northwest Girl (Radio Edit Bonus Track)